# Burgruine Hardegg
Die Burgruine Hardegg liegt bei Zweikirchen südwestlich des Hauptortes der Gemeinde Liebenfels in Kärnten. Die Reste der Hauptburg der einstigen Anlage sind denkmalgeschützt.

## Geschichte
Die Burg war eine kleine romanische Zwillingsburganlage auf einem bewaldeten Hügel nördlich der Ortschaft Zweikirchen. In der Nähe befinden sich die Burgruine Liebenfels, die Burgruine Gradenegg und die Burgruine Liemberg, die gemeinsam mit Hardegg zu den Hauptburgen des Burgenkranzes zählen, der die herzogliche Hauptstadt St. Veit umgab.
Hardenegg wurde urkundlich im Jahr 1134 erstmals genannt, als Mengotus de Hardeche et filius eius Gotpoldus erwähnt wurde. Dessen Geschlecht starb mit Hertwig von Hardegg, einem Ministerialen des Herzogs von Kärnten, schon 1176 aus. Seifried von Mahrenberg, ein späterer Eigentümer von Hardegg, löste es 1264 dem Bischof von Bamberg als Donation für den Bau eines Zisterzienserklosters ein. Der Bau des Klosters kam allerdings nicht zustande, weil Seifried bald darauf starb, die Burg blieb dennoch in bambergisch, bis sie Anfang des 14. Jahrhunderts wieder in den Besitz der Kärntner Herzöge zurückgelangte. 1346 wurde sie von Herzog Albrecht von Österreich an Friedrich und Konrad von Auffenstein verliehen, ihnen folgten die Khevenhüller, und Anfang des 16. Jahrhunderts waren die Brüder Leininger Herren der Burg. 1527 kam sie als Lehngut an den Kärntner Münzmeister Hieronymus Puecher. Anschließend folgte ein rascher Besitzerwechsel, im Zuge dessen verfiel die Burg bereits ab dem 17. Jahrhundert. Möglicherweise wurde der Verfall durch die im 18. Jahrhundert eingeführte Dachsteuer beschleunigt.
Das Gelände, auf dem sich die Ruine befindet, ist heute bäuerlicher Privatbesitz, das Betreten der Ruine ist aufgrund der akuten Einsturzgefahr und sich ständig lösender Steine verboten.

## Baubeschreibung

### Hauptburg
Die denkmalgeschützte Anlage, die zuletzt in der Zeit der Renaissance umgebaut und erweitert wurde, bestand ursprünglich aus zwei mächtigen romanischen Türmen, die im Lauf der Zeit durch Wohnbauten miteinander verbunden worden waren und mit diesen einen kleinen Hof bildeten. Von nordöstlichen Turm sind starkwandige Reste erhalten, der südwestliche ist abgestürzt. Der Turmplatz war schon in urgeschichtlicher Zeit besetzt, wie entsprechende Funde belegen. Erkennbar ist noch der Vorhof mit Zugbrückentor südlich der Burg.
Von den oberen Stockwerken der Burg besteht Sichtkontakt zu allen  „Vier Bergen“ (Magdalensberg, Ulrichsberg, Veitsberg, Lorenziberg) sowie zu einigen Wehrbauten (u. a. Schloss Hohenstein, Burg Taggenbrunn, Burg Liemberg, Burg Karlsberg).

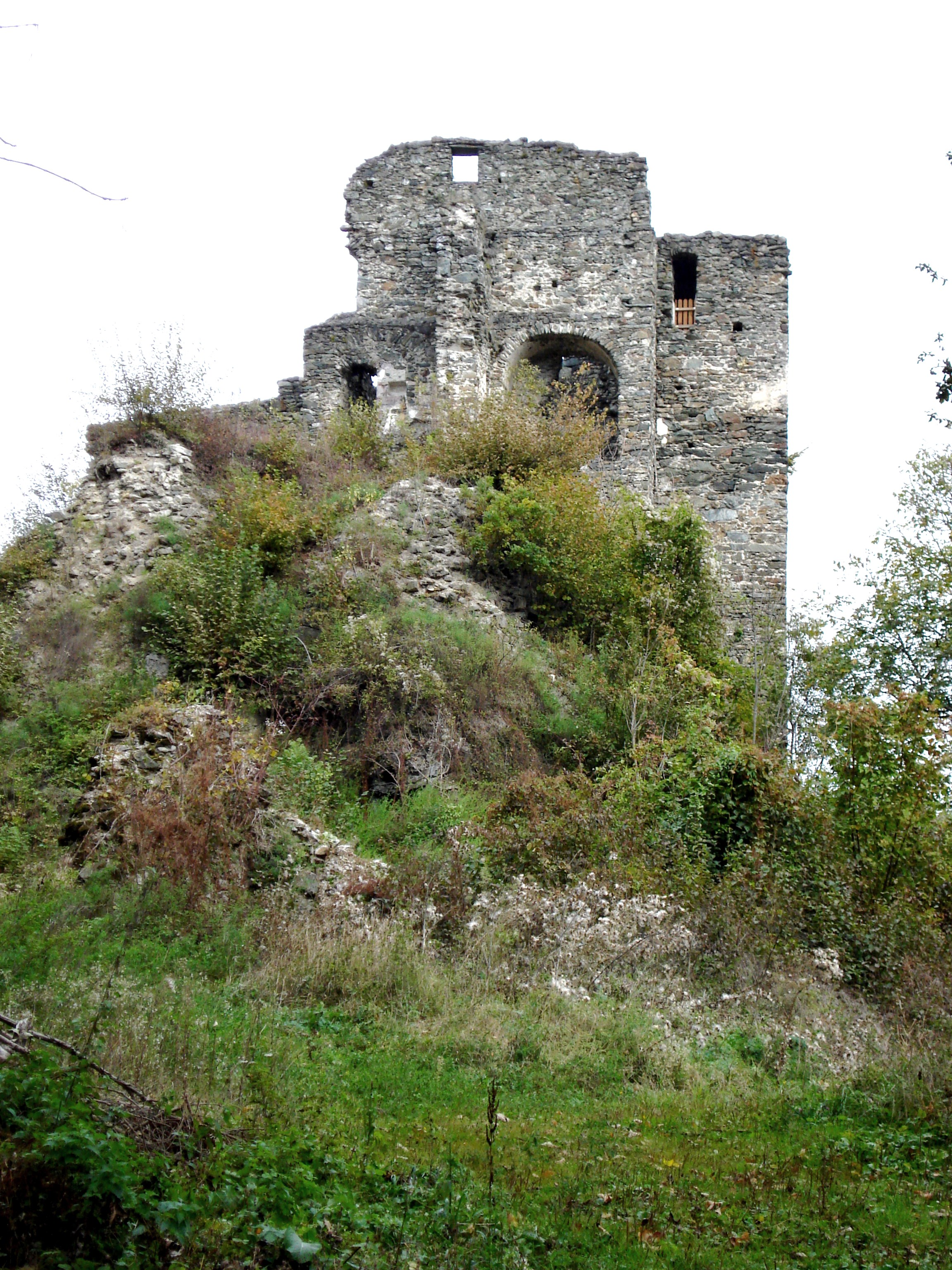
Burgruine Hardegg (2009)
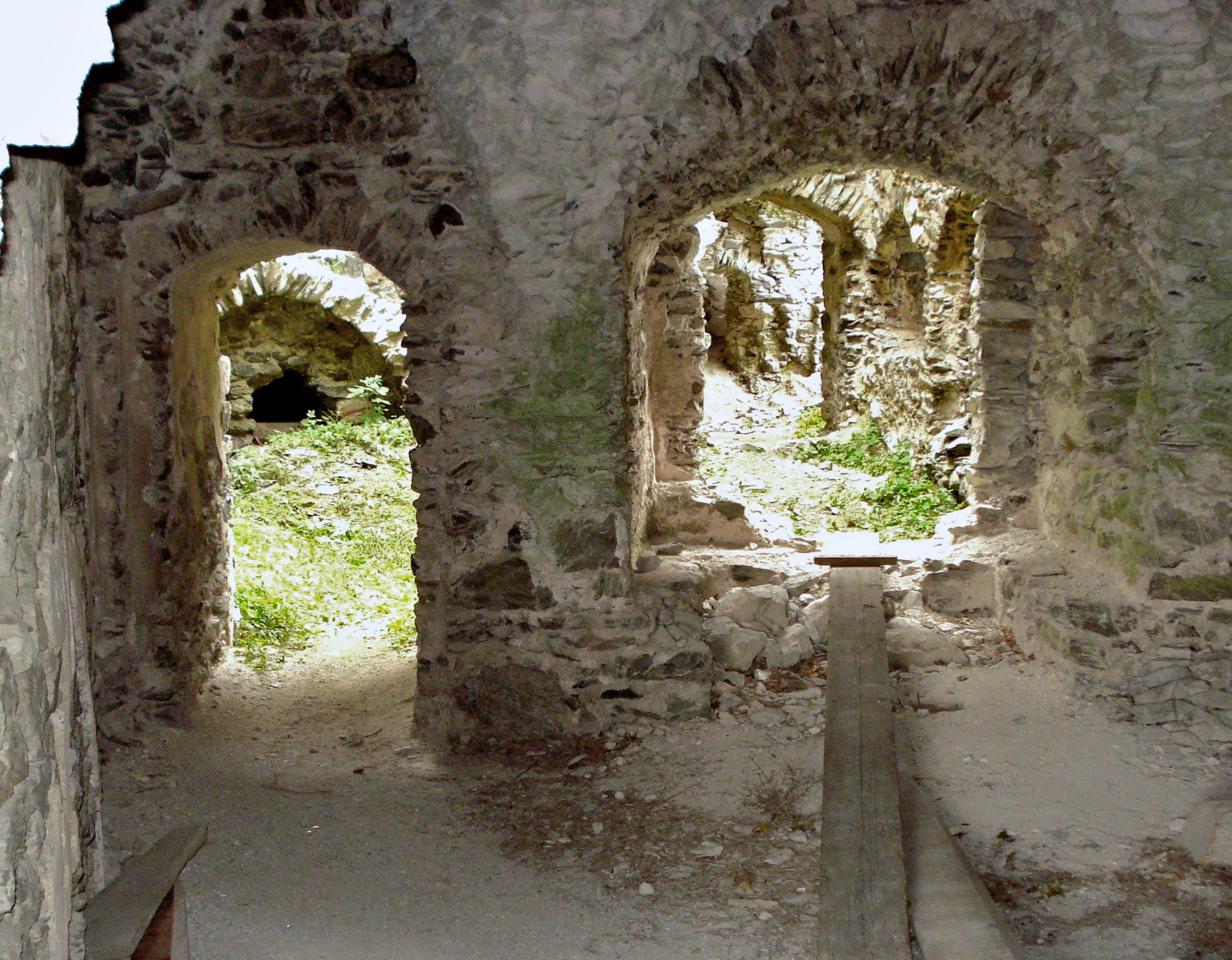
Burgruine Hardegg. Die Innenansicht zeigt romanische Rund- und gotische Spitz-Bögen.
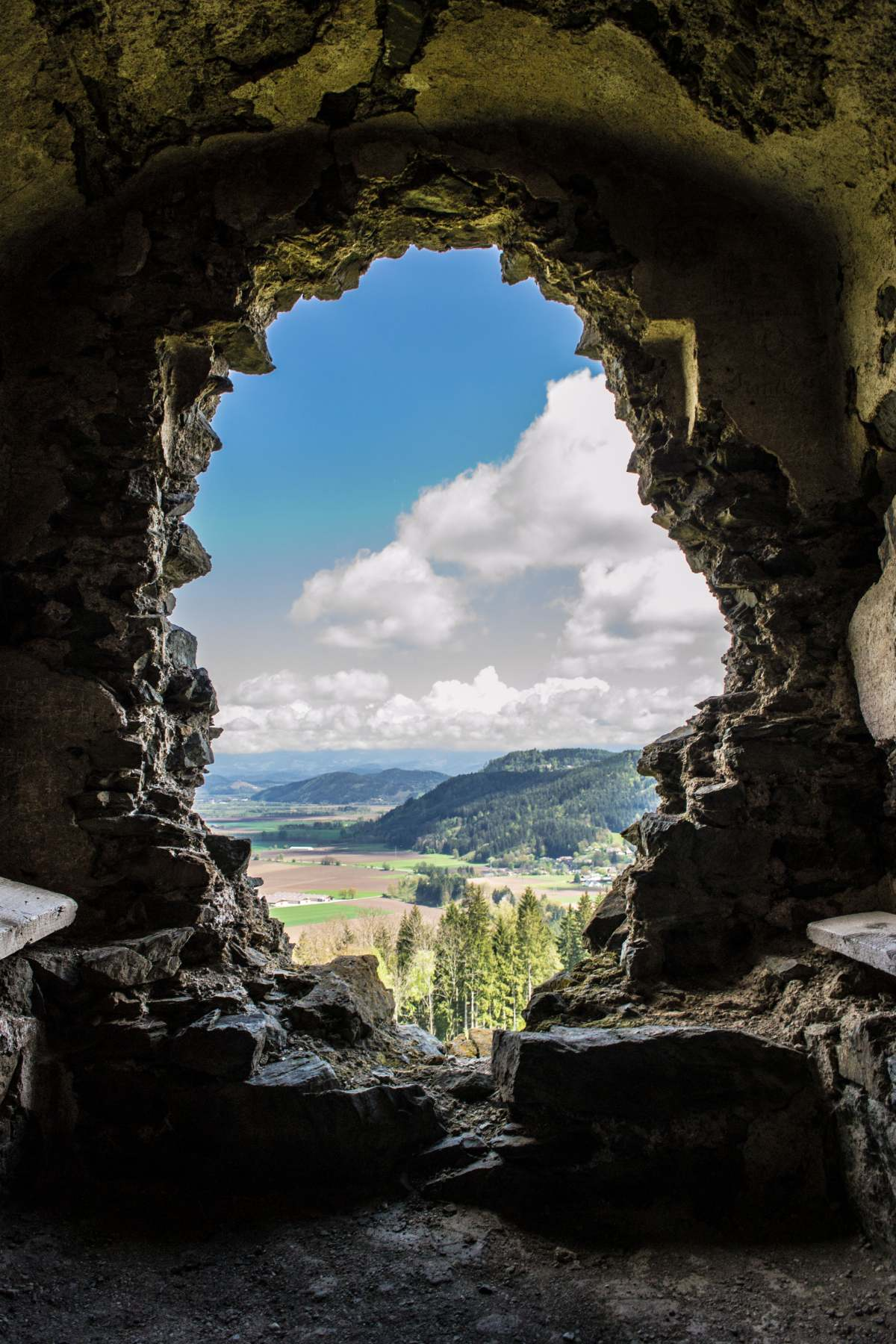
Burgruine Hardegg, Wanddurchbruch mit Blick Richtung St. Veit

### Wachturm und Kapelle
Auf einer Hügelkuppe mit Wallanlage knapp 200 Meter südlich der Hauptburg befinden sich über einem Halsgraben ein romanischer runder Wachturm (Fallturm) mit hoch liegendem Einstieg sowie Reste einer Rundkapelle mit Halbkreisapsis. Bei einer Restaurierung ab 1978 wurden hier spätgotische, ornamentale Wandmalereifragmente freigelegt; davon ist mittlerweile aber nichts mehr zu sehen.

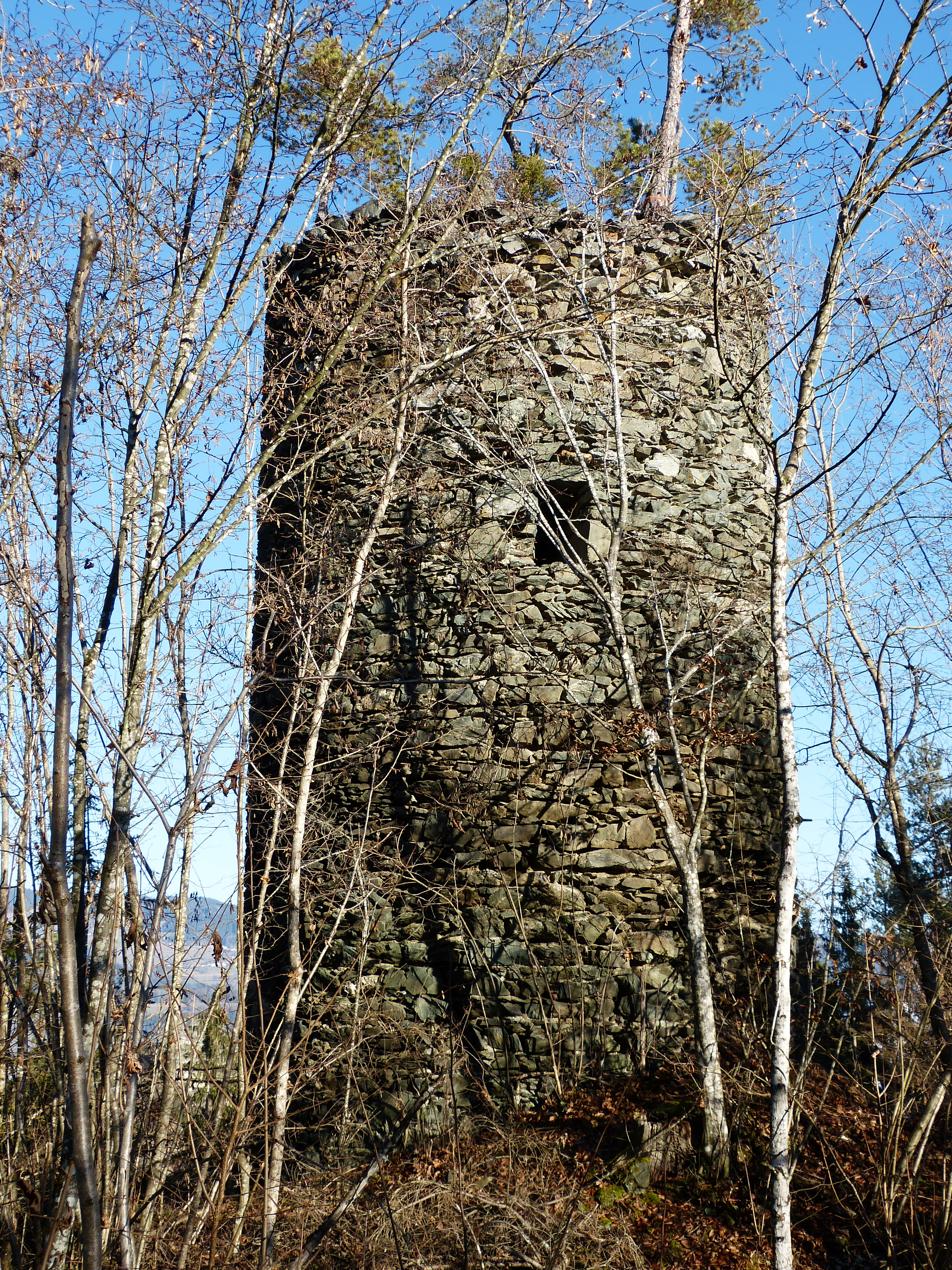
Romanischer Wachturm
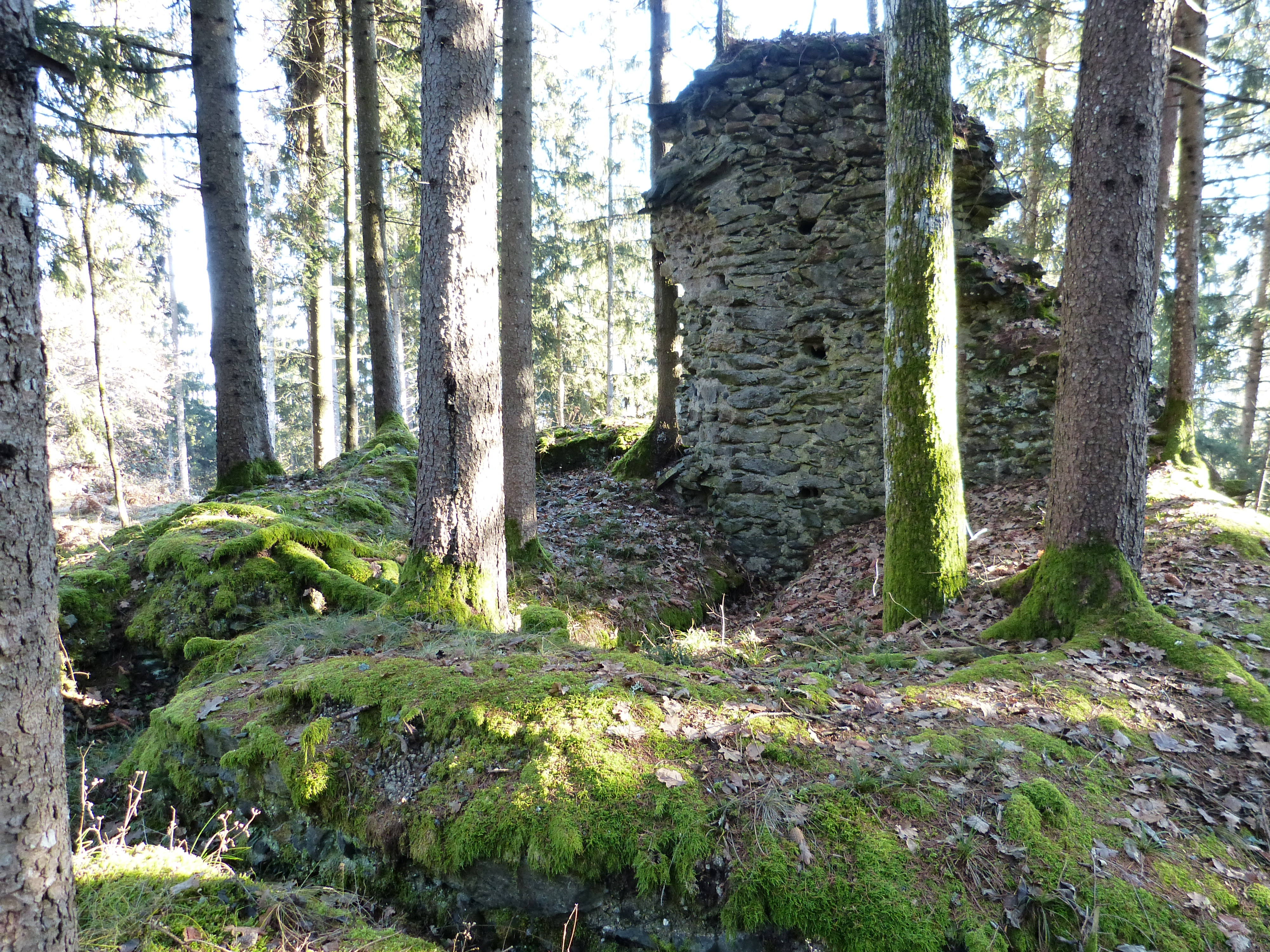
Ruine einer romanischen Kapelle